# Ixiolirion
Ixiolirion és l'únic gènere de la família de les ixioliriàcies (Ixioliriaceae, de vegades Ixiolirionaceae) una família monotípica de plantes angiospermes de l'ordre de les asparagals (Asparagales), dins del clade de les monocotiledònies. Són plantes natives del sud-oest i el centre d'Àsia.

## Descripció
Són plantes herbàcies vivaces amb corm, la tija és erecta, les fulles són linears, amb un àpex tubular, i es disposen de manera alternada. Les flors, blanques, braves o violetes, són hermafrodites amb sis tèpals, l'androceu és format per sis estams, al gineceu l'ovari és ínfer i trilocular, els òvuls presenten placentació axil·lar, l'estigma és trilobulat. Les flors s'agrupen en una inflorescència en tirs. El fruit és una càpsula dehiscent amb nombroses llavors. El cotiledó no canvia el seu color blanc quan està exposat a la llum.

## Taxonomia
La família de les ixioliriàcies va ser publicada per primer cop l'any 1943 a l'obra Ordines, familiae, tribi, genera, sectiones, species, varietates, formae et combinationes novae a Prof. Nakai-Takenosin adhuc ut novis edita. Appendix. Quaestiones characterium naturalium plantarum vel Extractus ex praelectionibus pro aluminis botanicis Universitatis Imperialis Tokyoensis per annos 1926–1941 del botànic japonès Takenoshin Nakai (1882 – 1952).
El gènere Ixiolirion va ser publicat per primer cop l'any 1821 a un apèndix qua acompanyava el volum 48 de la revista Botanical Magazine pel botànic anglès William Herbert (1778-1847).

### Espècies
Dins d'aquest gènere es reconeixen les quatre espècies següents:
- Ixiolirion ferganicum Kovalevsk. & Vved.
- Ixiolirion karateginum Lipsky
- Ixiolirion songaricum P.Yan
- Ixiolirion tataricum (Pall.) Schult. & Schult.f.

### Sinònims
Els següent nom científic és un sinònim heterotípic d'Ixiolirion:
- Kolpakowskia Regel